# Gina Rinehart
Pour les articles homonymes, voir Rinehart.
Georgina « Gina » Hope Rinehart, née le 9 février 1954, est une femme d'affaires et milliardaire australienne. 
Héritière de l'empire minier Hancock Prospecting spécialisé dans le minerai de fer, elle devient en mai 2012, la femme la plus riche du monde par sa fortune de 29,5 milliards d'euros, surpassant Christy Walton et Liliane Bettencourt.
Ses prises de positions ont suscité de nombreuses polémiques en Australie. 

## Biographie

### Famille
Son père, Lang Hancock, a fondé et dirigé l'empire industriel Hancock Prospecting. 
Il est connu pour avoir proposé d'éliminer les aborigènes de l'Australie. Son idée consiste à les concentrer dans une zone, puis leur injecter des produits chimiques pour les stériliser.

### Carrière
Elle hérite en 1992 de l'empire minier fondé par son père, ce qui fait d'elle la femme la plus riche du monde.  Elle hérite notamment des plus grandes réserves mondiales de charbon et de fer.  
Elle détient 10 % des actions de Channel 10, la troisième chaîne de télévision d'Australie, et est l’actionnaire principale du deuxième groupe de journaux le plus important, Fairfax Media. 
En 2013, quelques jours avant que la propriété du groupe ne soit transférée à ses enfants, elle change la date à 2068, quand ils seront âgés de 80 à 90 ans. Trois de ses quatre enfants la poursuivent en justice. Elle les décrit comme gâtés et paresseux et les avertit que leur sécurité sera en danger s’ils maintiennent leur action en justice. 

### Affaires et polémiques
Elle défend des opinions marquées très à droite et parfois controversées. 

#### Propos sur la méritocratie
Intervenant dans les médias, elle a fait polémique en attaquant les Australiens qui la critiquent.    

Elle estime notamment :   
« Si vous êtes jaloux des gens qui ont plus d’argent, ne restez pas assis là à vous plaindre. Faites quelque chose pour gagner plus d’argent. Mon conseil, passez moins de temps à boire ou à fumer et fréquenter vos amis, passez plus de temps à travailler ».

#### Propos sur les travailleurs africains
En 2012, elle exprime son inquiétude sur le futur de l'Australie.
Selon elle, les investisseurs trouvent les salaires des mineurs australiens trop élevés, alors que les Africains, eux, sont motivés à travailler pour moins de $2 dollars par jour. 
Ses propos déclenchent un tollé dans le pays.

#### Changement climatique
Gina Rinehart fait l'objet de critiques car elle nie l'origine humaine du changement climatique, pourtant établie scientifiquement, et elle finance une campagne contre une taxe carbone. En 2017, elle donne 4,5 millions de dollars à l'Institute of Public Affairs, un think tank climatosceptique australien.